# Plebejus alboradians
Plebejus alboradians är en fjärilsart som beskrevs av Turati 1923. Plebejus alboradians ingår i släktet Plebejus och familjen juvelvingar. Inga underarter finns listade i Catalogue of Life.